# Disclosure (film)
Disclosure (Disclosure: Trans Lives on Screen) è un documentario del 2020, diretto da Sam Feder e incentrato sulle vite delle persone transgender e del loro impatto sulla cultura e sull'industria cinematografica.

## Distribuzione
Il documentario è stato presentato al Sundance Film Festival il 27 gennaio 2020. Il 19 giugno dello stesso anno il documentario è stato pubblicato sulla piattaforma streaming Netflix.

## Accoglienza
Disclosure ha ricevuto recensioni positive da parte della critica con un punteggio di gradimento del 98%.

## Riconoscimenti
- 2021 - Dorian Awards[1]
  - Film documentario dell'anno
  - Film documentario LGBTQ dell'anno